# Armée royale jordanienne
 (avril 2015).
Si vous disposez d'ouvrages ou d'articles de référence ou si vous connaissez des sites web de qualité traitant du thème abordé ici, merci de compléter l'article en donnant les références utiles à sa vérifiabilité et en les liant à la section « Notes et références ».
L'armée royale jordanienne (arabe : القوات البرية الاردنية) fait partie des Forces armées jordaniennes. Elle tire ses origines d'unités comme la Légion arabe. Elle a livré des combats à Israël en 1948, 1956, 1967, et 1973. L'armée a également combattu les Syriens et l'OLP au cours de Septembre noir en 1970.

## Formation

### La Légion arabe jusqu'en 1948
Formée en 1920, la Légion arabe de Transjordanie (le royaume ne devient la Jordanie qu'en 1949) n'est à l'origine qu'une petite force de patrouille du désert avec quelques fortins et équipements de communications, commandée par des officiers des forces britanniques du Moyen-Orient, Frederick Peake (pour les Arabes, « Peake Pacha ») auquel succède en 1939 John Bagot Glubb (« Glubb Pacha »). Cette armée se compose, à l'origine, d'une compagnie d'infanterie, une compagnie de cavalerie. En 1923, son effectif total ne dépasse pas 750 hommes. En 1933, la première force mécanisée est formée. Cet élément se composait de trois véhicules et de 120 hommes, y compris la Force mobile du désert, montée sur dromadaires. À la veille de la Seconde Guerre mondiale, la légion atteint environ 1 600 hommes.
En 1941, la Légion prend part aux opérations de la guerre anglo-irakienne puis de la campagne de Syrie contre la France de Vichy.
La 1re brigade est alors formée. En 1942, le 2e bataillon est créé ; il devient plus tard la 2e brigade. L'armée poursuit son expansion en nombre et en équipement.
En 1946, au moment de l'indépendance, la Légion arabe compte 8 000 hommes avec 3 régiments mécanisés et 13 compagnies d'infanteries, plus une force de police civile de 2 000 hommes.

### Guerre de 1948
En 1948, la Légion arabe n'a ni chars d'assaut ni aviation mais seulement 50 voitures blindées, quelques pièces d'artillerie légère et des mortiers. Elle compte deux brigades ; deux garnisons et quatre bataillons ont été fusionnés pour constituer six bataillons. L'armée se compose d'une division d'infanterie, une brigade d'artillerie, une batterie de mortiers, une batterie d'artillerie.
Après l'annonce du plan de partage de la Palestine des Nations unies, en 1947 et la promulgation de la décision britannique de mettre fin à leur mandat en Palestine le 15 mai 1948, les Arabes et Juifs de Palestine s'affrontent dans la guerre civile de 1947-1948. En mai 1948, les pays de la Ligue arabe décident d'envoyer leurs forces pour aider les Palestiniens. La Légion arabe entre en Palestine avec d'autres forces arabes le 15 mai 1948. L'armée jordanienne se montre la plus efficace des armées arabes engagées. Appuyée par un petit contingent des forces armées irakiennes, elle parvient à couper la route de Jérusalem à Latroun, s'emparer de la vieille ville de Jérusalem et des faubourgs environnants (Jérusalem-Est) et des territoires connus plus tard sous le nom de Cisjordanie, remportant pratiquement la seule victoire arabe du conflit.
Les unités de la Légion arabe participent à plusieurs batailles avec les forces juives de la Haganah :
- Attaque du convoi de Ben Shemen à Beit Nabala le 14 décembre 1947 ;
- Bataille de Neve Yaakov le 18 avril 1948 ;
- Attaque du Kibboutz Gesher les 27 et 28 avril 1948 ;
- Bataille de Kfar Etzion 13 à 15 mai 1948 ;
- Batailles de Latroun le 17 mai 1948 ;
- Bataille pour Jérusalem (en) de 1947-1948 ;
- Attaque du kibboutz de Gezer le 10 juin 1948 ;
- Tarqumia le 24 octobre 1948.

## 1949-1967
Entre 1950 et 1966, la Jordanie reste relativement à l'écart des guerres israélo-arabes, bien que des escarmouches frontalières l'opposent aux forces israéliennes. En 1953, la Légion arabe, reçoit ses premiers chars, de fabrication britannique. En 1956, elle compte environ 25 000 hommes encadrés par des officiers arabes bien formés, qui remplacent les Britanniques. Elle prend alors le nom d'Armée jordanienne, bien que l'ancienne appellation reste parfois utilisée pendant quelques années. Elle ne participe pas à la guerre israélo-égyptienne de 1956. En 1959, Glubb Pacha prend sa retraite, remplacé par un chef d'état-major jordanien.
En 1957, l'armée se dote de la 4e brigade d'infanterie et d'une autre brigade d'artillerie de campagne. En 1958, elle reçoit de l'artillerie lourde et la même année, la brigade blindée devient une division de blindés et, en 1961, un corps blindé. Pendant cette période, la 40e brigade blindée, la 60e brigade blindée et le Royal Guard Brigade sont créés.

### Combats frontaliers de 1956
Le 11 septembre, une force israélienne s'infiltre en territoire jordanien à Al-Rahwa, dans le secteur d'Hébron, et attaque le poste de police. Après de longs affrontements avec une unité jordanienne, la force israélienne doit se retirer.
Le 10 octobre 1956, une force ennemie, estimée à une brigade d'infanterie motorisée, soutenue par de l'artillerie de moyenne portée et 10 avions de combat, attaque les villes arabes de Hubla, Nabi Ilyas et Azroun. Après des combats autour de Nabi Ilyas, les attaquants sont contraints de se retirer des collines de Qalqilya.

### Intervention au Koweït en 1963
Lorsque le Koweït déclare son indépendance le 19 juin 1961, le gouvernement irakien le revendique comme une partie intégrante de son territoire national. En conséquence, la Ligue arabe appelle à la formation d'une force d'urgence arabe pour protéger le Koweït, à laquelle participent l'Arabie saoudite, l'Égypte, le Soudan, la Jordanie et la Tunisie. La participation jordanienne inclut un bataillon d'infanterie renforcé par un peloton anti-aérien qui se retire le 13 décembre 1963.

### Combats frontaliers de 1966
Le 13 novembre 1966, les forces israéliennes attaquent le village palestinien d'As-Samu avec une brigade d'infanterie et deux bataillons de chars, appuyés par de l'artillerie et des avions de combat. Après de violents combats contre les unités de l'armée jordanienne, les forces israéliennes se retirent. Bien que les forces israéliennes aient été repoussées, l'armée jordanienne a subi de lourdes pertes.

### Réorganisation et aide américaine
En 1965, le roi Hussein ordonne la formation de cinq brigades d'infanterie. L'armée est divisée en deux fronts : Est et Ouest, dix bataillons d'infanterie se partageant entre les deux. En 1967, une nouvelle brigade blindée a été créé.
À partir de 1960, la Jordanie reçoit une aide militaire limitée des États-Unis. Ceux-ci, par crainte de voir les Soviétiques s'implanter dans le pays, accroissent leur soutien en envoyant des chars M48 Patton en 1964 et des chasseurs Lockheed F-104 Starfighter, d'un modèle périmé, en 1966. Les États-Unis et le Royaume-Uni sont les deux principaux fournisseurs de l'armée royale.

## Guerre des Six Jours - 1967
Estimant qu’Israël est une menace, l'Égypte a déclaré l'état d'urgence et a commencé à concentrer ses forces dans le désert du Sinaï. La Jordanie a signé un accord de défense avec l'Égypte. En conséquence Israël a ordonné la pleine mobilisation de ses forces le 25 mai 1967.
Forces arabes
- Forces armées jordaniennes : plusieurs brigades d'infanterie, deux brigades blindées et 20 avions de combat, répartis dans des positions défensives dans les deux fronts ouest et est.
- Irak: deux brigades d'infanterie, une brigade mécanisée, une brigade blindée, et 34 avions.
- Syrie : une brigade d'infanterie est entré dans les frontières jordaniennes le 7 juin, et a quitté le 9 juin 1967, impliqué dans toutes les actions militaires.
- Arabie saoudite: une brigade d'infanterie et une compagnie blindée qui est arrivé à Al-Modawara le 21 mars de 1968.
- Égypte : deux bataillons de Rangers est arrivé en Jordanie le 3 juin 1967. Leur mission principale était de détruire six aérodromes israéliens. En raison de leur arrivée tardive dans les territoires occupés, ils ne pouvaient pas accomplir leur mission.

La force israélienne
- Quatre brigades d'infanterie
- Trois brigades mécanisées
- Deux brigades de parachutistes
- Deux brigades blindées avec leurs éléments complets d'assistance standard
- 286 avions de combat de types différents.

Lorsque les opérations militaires étaient sur les deux fronts égyptiens et syriens, Israël a redéployé une partie de ses forces de ces fronts au front jordanien.
À 07h30, le 5 juin 1967, les Israéliens surprennent les États arabes avec une série de frappes aériennes continues dirigées contre les aérodromes arabes. En conséquence, la plupart de la force aérienne arabe a été neutralisé.
Au cours de la bataille de la Colline des Munitions; 71 soldats jordaniens sont tués. Finalement, l'armée jordanienne a été chassée de Jérusalem-Est.

## 1967-1973: guerre
Après la guerre de 1967, l'armée a été réarmée. En 1968, l'armée a attaqué les troupes israéliennes qui avaient pénétré dans le territoire jordanien à la poursuite de la guérilla palestinienne (la bataille de Karameh); les Jordaniens ont forcé les Israéliens à se retirer.
Des affrontements quotidiens ont continué sur le front jordanien après la guerre de 1967 jusqu'au milieu des années 1970 (la guerre d'usure). La plus célèbre était la bataille de Karameh.
En 1968, les forces israéliennes ont traversé la frontière et se dirigent sur la ville de Karameh mais ont reculé après un bombardement lourd de armée jordanienne.
Septembre 1970 est connu comme Septembre noir dans l'histoire arabe. En septembre 1970, le roi Hussein a demandé l'annulation d'une tentative par des insurgés armés palestiniens à renverser sa monarchie. La violence a fait des victimes civiles des deux côtés. Le conflit armé a duré jusqu'en juillet 1971.
Octobre 1970, le régime baasiste de Syrie avait tenté d'intervenir à l'appui des Palestiniens en envoyant une colonne blindée dans le nord de la Jordanie. Les Forces terrestres et aériennes jordaniennes ont pu arrêter cette avance et une combinaison de pression politique internationale et la discorde au sein de l'armée syrienne a mené à une retraite syrienne.
En 1973, la guerre du Kippour, la 40e brigade blindée a été envoyé sur le front syrien et a joué un rôle important dans les combats.

## Après 1977
Depuis la réorganisation majeure de 1977 l'Armée jordanienne a gardé la 5e division blindée déployé entre la frontière irakienne et Ramtha à la frontière syrienne.
La 12e division mécanisée déployée depuis Ramtha travers Umm Qays de la rivière Zarqa dans une posture défensive qui couvre Israël
La 4e division mécanisée déployée depuis Zarqa River, de nord de As Salt à la mer Morte face à la Syrie et Israël.
La 3e division blindée est à la fois la réserve stratégique et la protection principale contre une troubles internes. Une unités est déployées à Zarqa, dans le nord; près de la capitale Amman avec une brigade de la garde royale composé de tribus bédouines connus pour leur fidélité de longue date à la monarchie, et Qatraneh dans le sud couvrant la route vers l'Arabie saoudite.
En 1996, l'armée jordanienne a finalement établi un commandement des opérations spéciales, Cette force inclut désormais la 71e et 101e bataillons des forces spéciale, la 81e et 91e bataillons para-commandos.

## Armée actuelle
La structure organisationnelle de l'armée a été traditionnellement basée sur deux divisions blindées et deux divisions mécanisées. Celles-ci ont été transformées en une forces, plus mobiles, basé en grande partie sur une structure de la brigade capable de réagir rapidement en cas d'urgence.
En raison de la position critique de la Jordanie (en sandwich entre l'Irak, la Syrie, l'Arabie saoudite et Israël), elle maintient une armée défensive, avec quatre commandements régionaux, le Commandement nord, le commandement central, le commandement Est et le commandement sud.
L'armée jordanienne contribue également à des missions de maintien de la paix des Nations unies dans le monde entier, avec plusieurs contingents envoyés en Afrique, en Afghanistan, en Croatie, en Bosnie, des parties de l'ancienne de Union soviétique, et même aussi loin à Haïti et le Timor oriental. L'armée jordanienne a créé un centre régional d'excellence en ce qui concerne la formation des forces spéciales, ayant reçu une formation à la fois au Royaume-Uni et aux États-Unis. les forces spéciales jordaniennes ont formé leurs homologues d'Algérie, Bahreïn, Irak, Koweït, Liban, Libye, Maroc, Oman, Qatar, Arabie saoudite, Émirats arabes unis et le Yémen.

### Commandant en chef
Sa majesté le roi Abdallah II est le commandant suprême des forces armées jordaniennes. Ce pouvoir lui est accordé par la Constitution de 1952. Il exerce le droit de nommer et de révoquer tous les membres du haut commandement des forces armées de la Jordanie, et a le pouvoir d'exercer le commandement et le contrôle de toutes les unités des forces armées.

### Chefs d'état-major
Le siège de l'armée de la Jordanie est appelé le Commandement général des forces armées et se trouve à Amman. Ce siège est sous la supervision du chef de l'état-major général, qui est nommé par le roi.
Les Chefs d'état-major est un groupe d'officiers qualifiés militairement et techniquement pour conseiller le commandant et d'aider à la prise de décision, ils traduisent décision du commandant en ordres.
Ils sont chargés de surveiller le niveau des l'unités et le niveau des formations.
- Garde royale Brigade (Sayed Al-Shuhada)
- Commandement nord jordanien
- Commandement central jordanien
- Commandement de l'Est jordanien
- Commandement sud jordanien
- Commandement des opérations spécials
- 3e division blindée roi Abdallah II
- Commandement des gardes-frontières (égale à une Division)
- 30e brigade des missions spéciales
- Police militaire royale

## Équipement actuel
[Quand ?]
| Photo                           | Nom                                       | Origine                  | Type                             | Nombre                   | Notes |
| Char de combat principal        | Char de combat principal                  | Char de combat principal | Char de combat principal         | Char de combat principal | Char de combat principal |
| ------------------------------- | ----------------------------------------- | ------------------------ | -------------------------------- | ------------------------ | --- |
|                                 | Challenger 1                              | Royaume-Uni              | Char de combat principal         | ~400                     | Al-Hussein |
|                                 | Centurion                                 | Royaume-Uni              | Char de combat principal         | 293                      | Tariq |
|                                 | Chieftain                                 | Royaume-Uni              | Char de combat principal         | 274 + 90                 | Al-Khalid |
|                                 | M60A3                                     | États-Unis               | Char de combat principal         | ~180,                    | |
|                                 | M60A1                                     | États-Unis               | Char de combat principal         | 82                       | |
| Leclerc-openphotonet_PICT6015   | Char Leclerc                              | France                   | Char de combat principal         | 80                       | Zaid |
| Transport de troupes            |                                           |                          |                                  |                          | |
|                                 | M113A2MK-1J                               | États-Unis               | Véhicule de transport de troupes | +1,300                   | Incluant 70 M106A2, 93 M901 ITV, 7 M1059 |
|                                 | AIFV                                      | États-Unis               | Véhicule de transport de troupes | 213                      | 165 YPR-765 pri.50 incluant YPR-806 prbrg surplus Pays-Bas, 48 AIFV-B surplus Belge                                                                       |
|                                 | ACV-S (en)                                | Turquie                  | Véhicule de transport de troupes | 100                      | |
|                                 | FV-103 Spartan                            | Royaume-Uni              | Véhicule de transport de troupes | 100                      | |
|                                 | M577                                      | États-Unis               | Véhicule de transport de troupes | +300                     | 200 M577A2 |
| Véhicule de combat d'infanterie |                                           |                          |                                  |                          | |
|                                 | AIFV                                      | États-Unis               | Véhicule de combat d'infanterie  | 233                      | 220 YPR-765 surplus Pays-Bas, 13 AIFV-B-C25 surplus Belgique                                                                                              |
|                                 | Ratel IFV                                 | Afrique du Sud           | Véhicule de combat d'infanterie  | 341                      | 20 mm / 23 mm, |
|                                 | BMP-2                                     | Union soviétique         | Véhicule de combat d'infanterie  | 35                       | |
|                                 | Marder                                    | Allemagne de l'Ouest     | Véhicule de combat d'infanterie  | 50                       | |
| Véhicule de reconnaissance      |                                           |                          |                                  |                          | |
|                                 | FV107 Scimitar                            | Royaume-Uni              | Véhicule de combat d'infanterie  | 175                      | , |
|                                 | FV101 Scorpion                            | Royaume-Uni              | Véhicule de combat d'infanterie  | 50                       | , |
| Artillerie                      |                                           |                          |                                  |                          | |
|                                 | M109A2                                    | États-Unis               | Obusier automoteur               | 341                      | , |
|                                 | M110A2                                    | États-Unis               | Obusier automoteur               | 120                      | |
|                                 | M102A1                                    | États-Unis               | obusier tracté                   | 54                       | |
|                                 | M114                                      | États-Unis               | obusier tracté                   | 18                       | en stock |
|                                 | M142 HIMARS                               | États-Unis               | Lance-roquettes multiples        | 12,                      | 12 lanceur - 432 missiles, |
|                                 | SR-5 (en)                                 | Chine                    | Lance-roquettes multiples        | Inconnu                  | Portée max 50 km |
|                                 | WM-120 MLRS (en)                          | Chine                    | Lance-roquettes multiples        | 24                       | Portée max 120 km,. |
|                                 | AB-19                                     | Jordanie                 | Lance-roquettes                  | 32                       | |
|                                 | Hanwha-70                                 | Jordanie Corée du Sud    | Lance-roquettes                  | 20                       | , |
| Défense antiaérienne            |                                           |                          |                                  |                          | |
|                                 | MIM-104 Patriot                           | États-Unis               |                                  | ~20                      | |
|                                 | 9K33 Osa                                  | Union soviétique         |                                  | 48                       | |
|                                 | 9K35 Strela-10                            | Union soviétique         |                                  | 50                       | |
|                                 | M163 Vulcan                               | États-Unis               |                                  | 181                      | |
|                                 | PTRL                                      | Allemagne de l'Ouest     |                                  | 60                       | ,. |
|                                 | ZSU-23-4 Shilka                           | Union soviétique         |                                  | 48                       | |
|                                 | Igla-S                                    | Russie                   |                                  | 182                      | |
|                                 | SA-18 Igla                                | Russie                   |                                  | 100                      | |
|                                 | SA-16 Igla-1                              | Union soviétique         |                                  | 240                      | |
|                                 | SA-14 Strela-3                            | Union soviétique         |                                  | 300                      | |
| Véhicule blindé léger           |                                           |                          |                                  |                          | |
|                                 | Humvee                                    | États-Unis               | Véhicule blindé léger            | +600                     | 250 M998A0 HMMWVs, 50 M1165A1B3 HMMWVs |
|                                 | Desert Iris                               | Jordanie                 | Véhicule blindé léger            | 450,                     | |
|                                 | Al-Thalab (Fox) LRPV                      | Jordanie                 |                                  | 200,                     | |
|                                 | MaxxPro MRAP                              | États-Unis               |                                  | 100                      | |
|                                 | Cougar CAT II MRAP (en)                   | États-Unis               |                                  | 149                      | 57 Cougar CAT II, 5 Cougar CAT II EOD, 10 Cougar CAT II ENG W/O ISS, 41 Cougar CAT II Surge W/O ISS, 16 Cougar CAT II Surge with ISS and 20 Cougar CAT II |
|                                 | RG-33L MRAP                               | Afrique du Sud           |                                  | 39                       | 39 RG-33L MRAP . |
|                                 | Jeep J8 (en)                              | États-Unis               |                                  |                          | [ 31 ] |
|                                 | AB2 Al-Jawad                              | Jordanie                 |                                  | 65                       | |
|                                 | LTATV                                     | Jordanie                 |                                  | 50                       | ,. |
|                                 | Matador (mine protected vehicle) (en)     | Afrique du Sud           |                                  | 50                       | |
|                                 | Ferret hybride                            | Royaume-Uni              |                                  | 50                       | |
|                                 | Mbombe                                    | Afrique du Sud           |                                  | 0(50)                    | En commande. |
| Anti-char                       |                                           |                          |                                  |                          | |
|                                 | M901 ITV                                  | États-Unis               |                                  | 93                       | |
|                                 | YPR-765 prat                              | États-Unis               |                                  | +55                      | , |
|                                 | BGM-71 TOW                                | États-Unis               |                                  | 339                      | , |
|                                 | M41 TOW ITAS                              | États-Unis               |                                  | 285                      | , |
|                                 | M47 Dragon                                | États-Unis               |                                  | 310                      | 3 080 missiles |
|                                 | FGM-148 Javelin                           | États-Unis               |                                  | 192                      | , |
|                                 | AT-14 Kornet                              | Russie                   |                                  | 200                      | 2 000 missiles, |
|                                 | Nashab                                    | Russie Jordanie          |                                  | 25 000                   | [ 40 ] |
|                                 | RPG-27                                    | Union soviétique         |                                  | 6 000                    | |
|                                 | RPG-26                                    | Union soviétique         |                                  | 3 000                    | |
|                                 | APILAS                                    | France                   |                                  | 2,300                    | |
|                                 | M712 Copperhead (en) M712 Copperhead (en) | États-Unis               |                                  | 100                      | |
| Mortier                         |                                           |                          |                                  |                          | |
|                                 | Brandt                                    | France                   | Mortier                          | 300                      | |
|                                 | M29 mortar (en)                           | États-Unis               | Mortier                          | 450                      | |
|                                 | M106 mortar carrier (en)                  | États-Unis               |                                  | 70                       | |
|                                 | W-86                                      | Chine                    | Mortier                          | 200                      | 200 W-86 120 mm |
|                                 | WW-90                                     | Chine                    | Mortier                          | 375                      | 375 WW-90 60 mm |
|                                 | PPT89                                     | Chine                    | Mortier                          | 1275                     | 1275 PPT89 60 mm |
| Radar & Surveillance System     |                                           |                          |                                  |                          | |
|                                 | TPQ-36 (en)                               | États-Unis               |                                  | 12                       | |
|                                 | TPQ-37 (en)                               | États-Unis               |                                  | 6                        | |
|                                 | Flycatcher Mk1                            | Pays-Bas                 |                                  | 11                       | [ 25 ] |
|                                 | Distant Sentry                            | Italie États-Unis        |                                  |                          | , |
| Logistique                      |                                           |                          |                                  |                          | |
|                                 | M88 Recovery Vehicle                      | États-Unis               |                                  | 52                       | [ 48 ] |
|                                 | M578 Light Recovery Vehicle (en)          | États-Unis               |                                  | 30                       | M110A2 Howitzer |
|                                 | AL Monjed ARV                             | Jordanie                 |                                  | 20                       | AL-Monjed ARV est basé sur M-60A1 |
|                                 | FV4204 ARV                                | Royaume-Uni              |                                  | 49                       | |
|                                 | Leopard 1 ARV                             | Allemagne de l'Ouest     |                                  | 5                        | . |
|                                 | YPR-806 & M806                            | États-Unis               |                                  | +90,                     | [ 8 ] |
|                                 | HEMTT                                     | États-Unis               | 8x8                              |                          | |
|                                 | FMTV (en)                                 | États-Unis               |                                  | 250 ~ 300                | M1078, M1083, M1085A1, M1089, M1091, |
|                                 | M35 (en)                                  | États-Unis               |                                  | 1200                     | [ 52 ] |
|                                 | M800 & M900 Truck                         | États-Unis               |                                  | 400 ~ 600                | refurbishment for M800 and M900 by JOMSS |
|                                 | DAF Trucks                                | Pays-Bas                 |                                  | 467                      | , |
|                                 | M58 MICLIC                                | États-Unis               |                                  |                          | |
|                                 | Aardvark JSFU                             | Royaume-Uni              |                                  | +12                      | |
|                                 | Pearson Combat Dozer UDK1                 | Royaume-Uni              |                                  | +60                      | [ 54 ] |
|                                 | Heavy Equipment Transport System          | États-Unis               |                                  | 215                      | |
|                                 | Scammell Commander                        | Royaume-Uni              |                                  | 100                      | |
|                                 | M915A2 (en)                               | États-Unis               |                                  | 60                       | |

### Armes
- M16 - 5,56 mm [55]
- T91 (en) - 5,56 mm [56]
- T86 - 5,56 mm [57]
- Fusil d'assaut AK-74 - 5.45x39mm [58]
- Heckler & Koch MP5 - 9 mm Luger Parabellum[59]
- Heckler & Koch UMP - 9 mm Luger Parabellum [60]
- Heckler & Koch MP7 - 4.6x30 [58]
- Heckler & Koch G3 - 7,62 mm[61]
- Heckler & Koch G36 - 5,56 mm[60] .
- M4 Carbine - 5,56 mm[62].
- Heckler & Koch HK21 - 7,62 mm[59]
- M60- 7,62 mm [58]
- WM-120 MLRS (en) - 7,62 mm [58]
- FN MAG - 7,62 mm[58],[63]
- Browning M2HB - 12,7 mm[58]
- Barrett M82A1 - .50 BMG [60],[64]
- Barrett M95 - .50 BMG utilisé par les force spécial[60]
- McMillan Tac-50 - .50 BMG Utilisée par le 61e régiment de reconnaissance spécial
- Sako TGR-42 - .338 Lapua , Utilisée par le 61e régiment de reconnaissance spécial[60],[65].
- Sako TGR-22 - .308 Winchester, Utilisée par le 61e régiment de reconnaissance spécial[60],[63] .
- Steyr SSG 69 (en) - 7,62 mm [58]
- SIG SG550-1 Sniper - 5,56 mm
- DPMS Panther LR308 (en) - 7,62 mm [63]
- VSS Vintorez - 9x39mm
- Remington Model 700 -
- Milkor MGL - 40 mm
- M203 - 40 mm[58]
- MK19 - 40 mm
- Remington Model 870 -
- Benelli M4 -
- Viper pistol (en) -[66],[67]
- Caracal F - 9 × 19 mm plus de 8000[68].
- SIG Sauer P226 - 9 × 19 mm [58]
- Glock 17, Glock 19 - 9 × 19 mm[69]
- Heckler & Koch USP - 9 × 19 mm[58]
- Beretta 92FS - 9 × 19 mm[70]
- FN Browning HP-35 - 9 × 19 mm[58],[71]